# Stufenschalter

Mit Stufenschalter zuschaltbare Widerstände

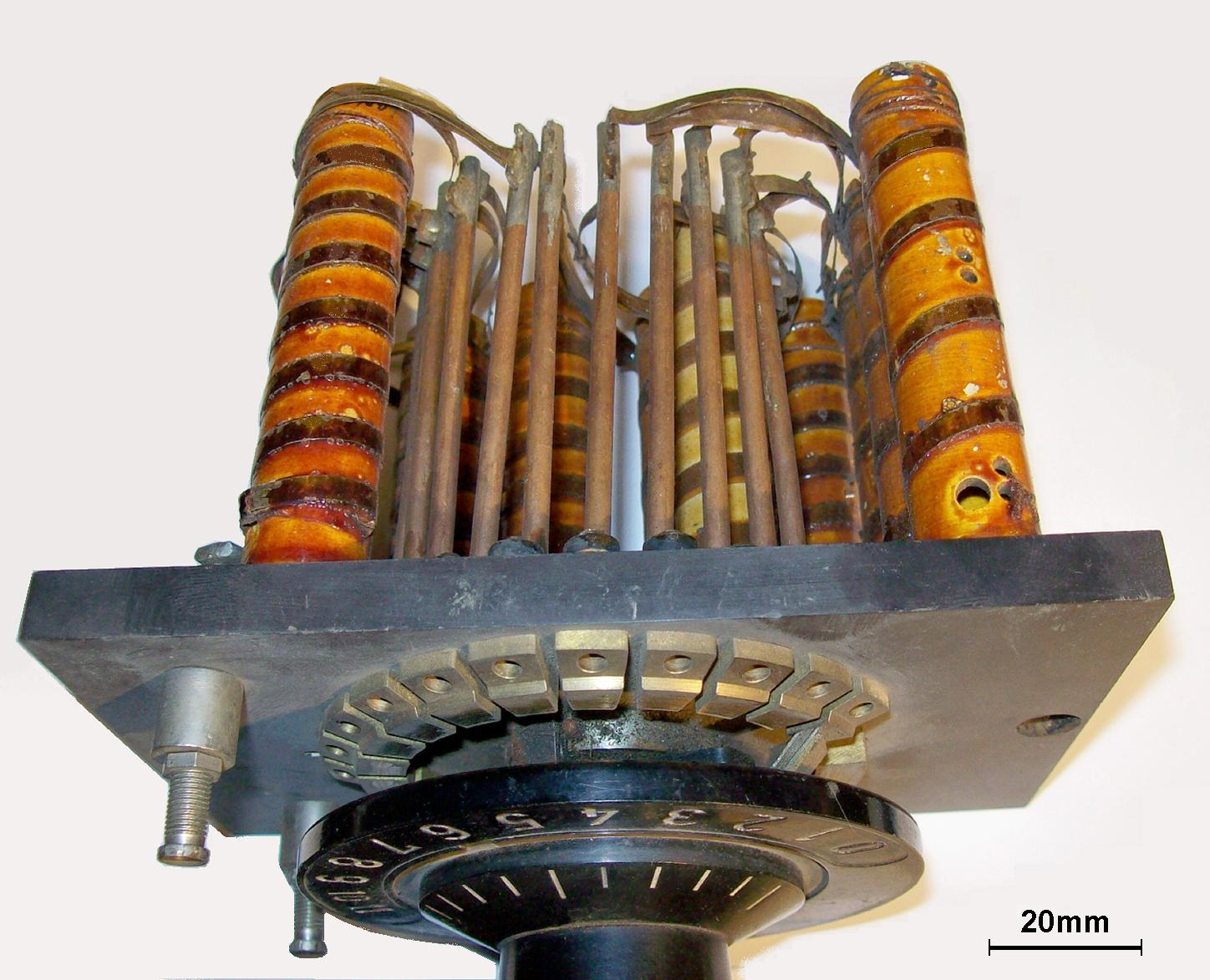
Widerstandsdekade (10 × 1 Ohm) mit zugehörigem Stufenschalter

Ein Stufenschalter ist ein elektrischer Schalter mit mehreren Schaltstellungen, welcher einen Anschluss mit einem anderen Anschluss verbindet, der durch die Schalterstellung aus einer Gruppe von mehreren Anschlüssen ausgewählt wird. Typische Anwendungen sind die Regelung von Spannungen oder die Auswahl eines Signales. Einfache Elektrofahrzeuge und ältere Elektrolokomotiven benutzen Stufenschalter, um die Zugkraft zu steuern.

## Bauformen und Aufbau
Stufenschalter sind als Drehschalter oder als Flachbahnschalter aufgebaut. Der Antrieb erfolgt entweder von Hand, durch Elektromotoren oder Luftmotoren.
Sie können eine oder mehrere Schaltebenen besitzen, die durch dasselbe Betätigungselement bedient werden. Jede Schaltebene verfügt über einen separaten Anschluss, der mit einer eigenen Auswahl von Anschlüssen verbunden werden kann. Bei einigen Bauarten lässt sich die Anzahl der Schaltstellungen während der Montage konfigurieren.
Die Schaltkontakte werden beim Schalten durch Nocken auf einer Schaltwalze bedient oder sie gleiten aufeinander. Bei größeren Leistungen sind die Stufenschalter oft mit Öl isoliert, um das Entstehen von Lichtbögen zu verhindern. Stufenschalter von Transformatoren sind meist in dessen Isolierölkreislauf eingebunden.
Stufenschalter werden auch danach unterschieden, wie der Schaltvorgang zwischen zwei Anschlüssen abläuft: Bei Break Before Make oder abgekürzt BBM wird die Verbindung zum alten Anschluss unterbrochen, bevor die Verbindung zum nächsten Anschluss erstellt wird, bei Make Before Break oder abgekürzt MBB sind kurzzeitig der alte und der neue Anschluss miteinander verbunden. Bei einigen Schaltern wird zwischen zwei benachbarten Stufen kurzzeitig eine Trennstufe geschaltet.
Stufenschalter für große Leistungen verfügen über Lastschaltkontakte, die von den Kontakten zur Auswahl der gewünschten Stufe getrennt sind. Auf diese Weise kann das Schalten der Leistung auf wenige Kontakte konzentriert werden, die aus abbrandfesten Kontaktwerkstoffen gearbeitet sind und mit Funkenkaminen zum Löschen der Schaltlichtbögen versehen sind. Als Kontaktwerkstoffe werden meist Kupfer oder Messing verwendet.
Stufenschalter für Kleinsignalanwendungen benötigen besonders korrosionsfeste Kontaktwerkstoffe, oft auch mit geringem Übergangswiderstand. Sie werden meist in Gold oder Palladium ausgeführt, bei etwas größeren Strömen auch in Silber. Andere Kontaktwerkstoffe eignen sich nur in gasdicht gekapselten Schaltern, wo sie vor Umwelteinflüssen geschützt sind. Aufeinander schleifende Kontakte können sich unter geeigneten Bedingungen selbst reinigen.

## Anwendung

### Telefonie
Vor der Einführung der digitalen Vermittlungstechnik wurden Stufenschalter als Drehwähler und Anrufsucher in den Vermittlungsstellen genutzt.

### Spannungs- und Leistungssteuerung

#### Stromnetz
Im Stromnetz dienen Stufenschalter der Steuerung der Netzspannung von Leistungstransformatoren bei Laständerungen. Die Schalter können die Spannung nur in einem kleinen Bereich beeinflussen und können die Netzregelung durch Leistungsanpassung der Kraftwerke an den aktuellen Verbrauch nicht ersetzen. Die Schalter sind in das Gehäuse des  Leistungstransformators ein- oder in einem separaten Gehäuse angebaut und werden vom Öl des Transformators isoliert.

#### Elektrofahrzeuge

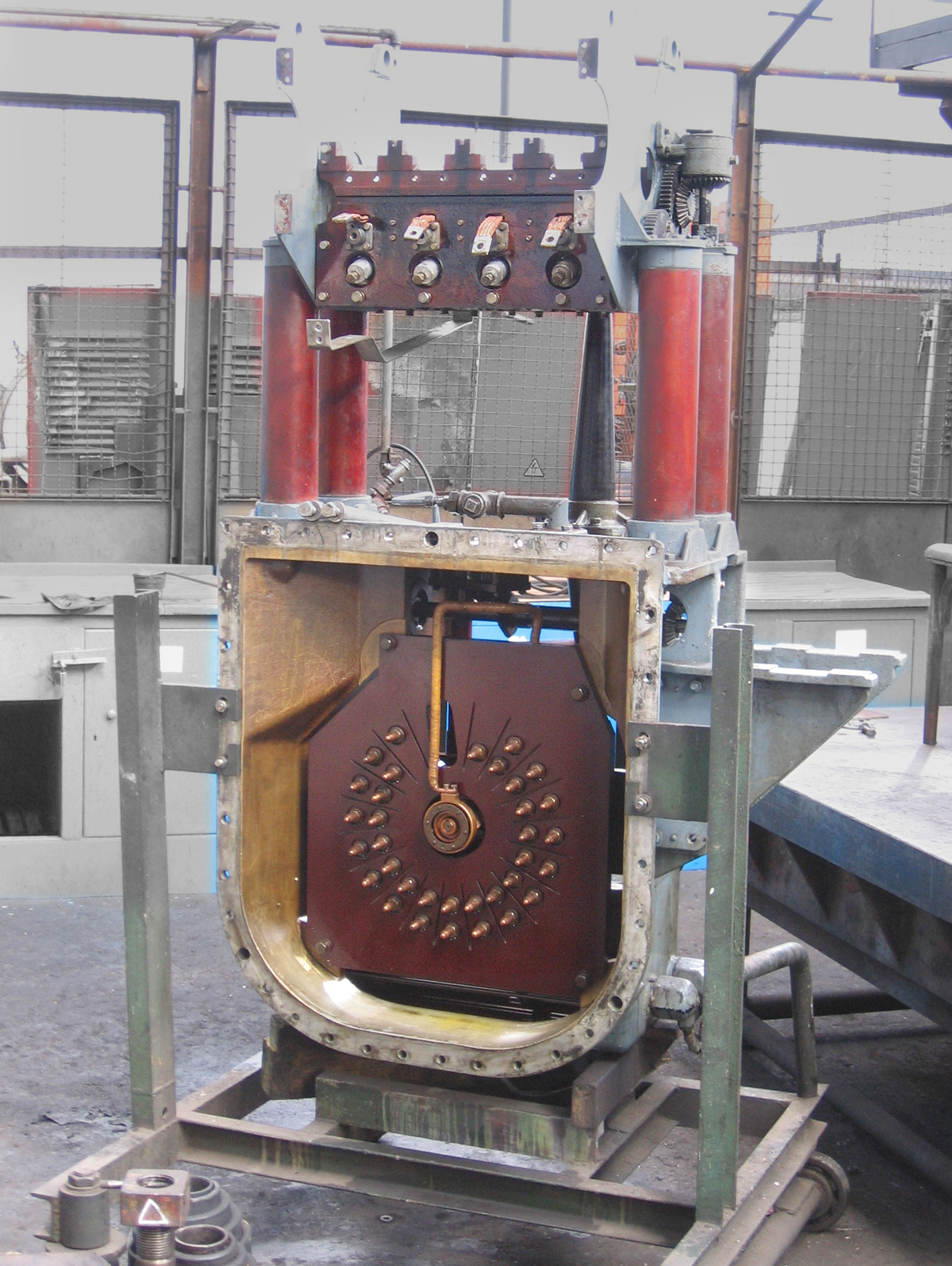
Geöffneter Stufenschalter einer Elektrolokomotive von Škoda. Dieser ölisolierte Stufenschalter ist an den Transformator angebaut.

Vor dem Einsatz von Leistungselektronik waren Stufenschalter die einzige Möglichkeit, die Spannung an den Fahrmotoren zu steuern. Der Stufenschalter hatte bei Wechselstromfahrzeugen die Aufgabe, die verschiedenen Transformatoranzapfungen mit den Fahrmotoren zu verbinden, bei Gleichstromfahrzeugen waren es die Stufen des Vor- und Bremswiderstandes.
Meist wird dafür ein Transformator mit mehreren sekundären Anzapfungen verwendet. Das genaue Funktionsprinzip ist im Artikel Stufenschalter für Leistungstransformatoren beschrieben.
Anstelle eines Stufenschalters kann auch ein Gleittransformator verwendet werden, um die erwünschte Spannungsänderung zu erreichen. Dieser ist allerdings störungsanfälliger und auch konstruktionsbedingt nicht für sehr hohe Leistungen einsetzbar.
Es werden die folgenden Bauformen unterschieden:
- Flachbahnstufenschalter, auch Schlittenstufenschalter genannt
- Nockenwalzenstufenschalter
- Schützensteuerung mit elektromagnetischen Schützen
- Hüpfersteuerung mit elektropneumatischen Schützen
- Hochspannungsstufenschalter, die auf der Primärseite des Transformators angeordnet sind.

Je nach Bedienungsart wird auch zwischen direkten und indirekten Stufenschaltern unterschieden. Beim direkten Stufenschalter wird die Stufe sofort eingestellt. Beim indirekten übernimmt eine elektrische Steuerung das Aufschalten. Die gewünschte Stufe wird nur vorgegeben und von der Steuerung optimiert hochgeschaltet, zum Beispiel, wenn der Strom einen gewissen Wert unterschritten hat. Bei neueren Fahrzeugen werden fast nur noch indirekte Stufenschalter verbaut, die über computerisierte Leittechnik angesteuert werden.
Ab den 1990er-Jahren wurden elektrische Antriebe ohne Stufenschalter gebaut. Deren Regelung erfolgt durch Leistungselektronik.

#### Kochfeld
Im Alltag befinden sich Drehschalter beispielsweise an elektrischen Kochfeldern und dienen zum Zuschalten und Gruppieren der Heizelemente.

#### Gleittransformatoren
Einphasige Schalter werden an Stelltransformatoren eingesetzt. Bei kleinen Leistungen bis einige Kilowatt werden die Schalter oft mit einem Schleifer gebaut, der direkt die blanken Wicklungsdrähte als Anschlüsse bestreicht. Diese Bauart wird auch als Gleittransformator bezeichnet.